# 북독일 방송 엘프필하모니 관현악단

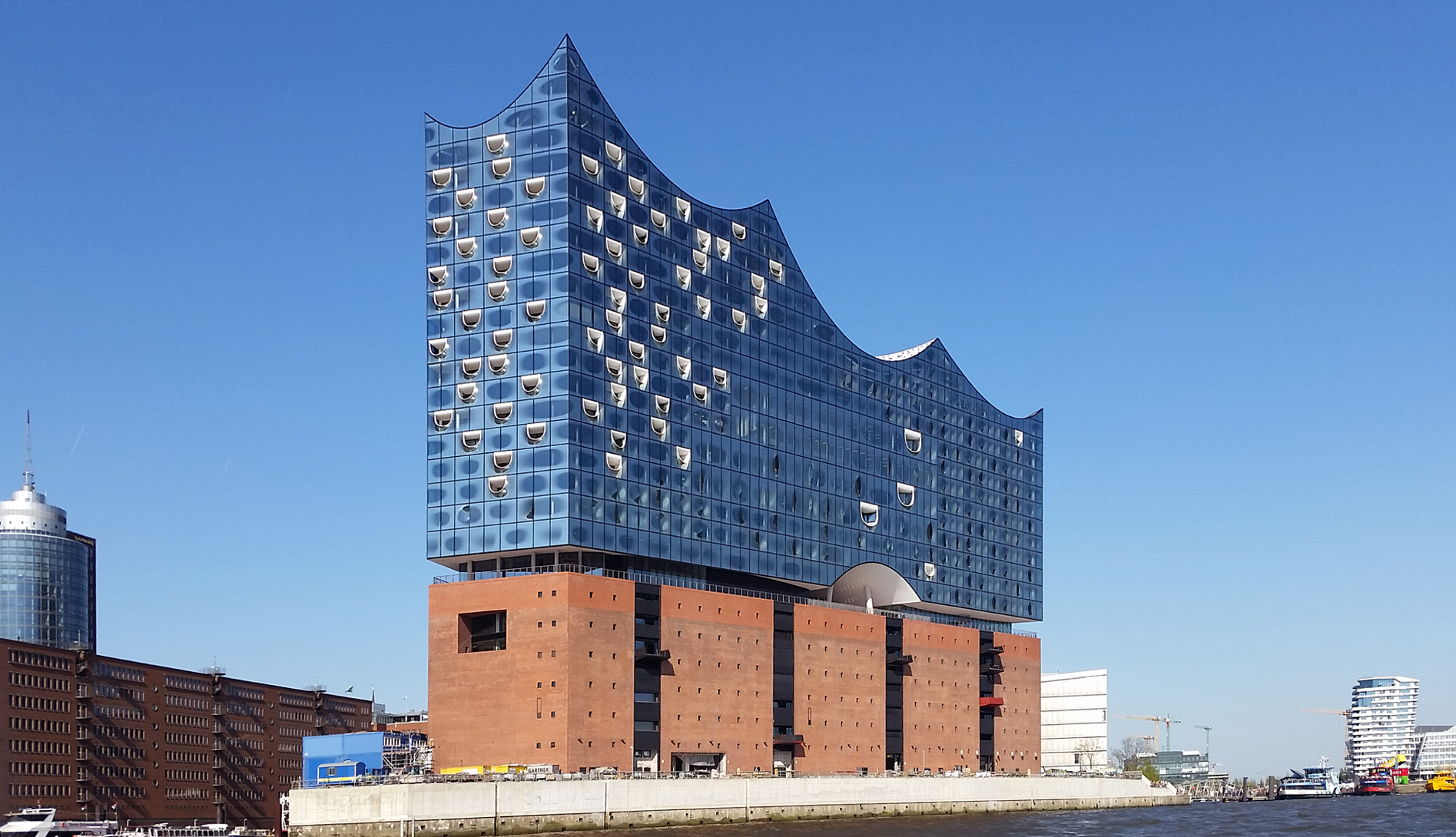

북독일 방송 엘프필하모니 관현악단(독일어: NDR Elbphilharmonie Orchester)은 함부르크에 본거지를 둔 북부독일방송(NDR) 소속의 관현악단이다.

## 역사
1920년대 후반부터 독일 주요 도시에 라디오 방송국이 들어섰고, 각 방송국에서는 산하 관현악단을 만들어 음악 위주의 방송 프로그램에 투입했다. 함부르크에도 방송국이 들어서면서 부속 관현악단이 창설되었고, 나치스 집권 후 제 3제국 시대에는 모든 방송국이 괴벨스의 선전성 관리하에 놓이면서 제국방송(Reichsrundfunkgesellschaft. 약칭 RRG)의 각 지국으로 통합되었다. 동시에 악단명도 '함부르크 제국방송 대 관현악단'으로 개칭되었고, 2차 세계대전 말기에 전황 악화로 활동 중단 명령을 받을 때까지 활동했다.
종전 후 악단은 비나치스화(denazification)의 일환으로 자동 해체되었고, 함부르크는 영국군 점령지에 편입되어 방송국도 군정 관할하에 운영되었다. 이 군정 기간 동안 지휘자 한스 슈미트-이세르슈테트에게 영국군 측이 새로운 방송 교향악단 창단을 제의했고, 이에 동의해 과거 제국방송 관현악단 단원들을 중심으로 새로운 악단이 결성되었다. 악단 명칭은 방송국 명칭을 따 '북서독일 방송 교향악단'으로 결정되었고, 슈미트-이세르슈테트가 초대 상임 지휘자가 되었다.
1954년에 북서독일 방송국이 함부르크를 거점으로 하는 북부독일방송과 쾰른을 거점으로 하는 서부독일방송으로 분할되었고, 악단 이름도 현재의 것으로 최종 개칭되었다. 슈미트-이세르슈테트는 1971년까지 장기간 재임하면서 악단의 연주력 향상에 주력했으며, 필립스 등지에 레코드를 취입하기도 했다. 동시에 빌헬름 푸르트벵글러와 칼 뵘, 칼 슈리히트, 에리히 클라이버, 오토 클렘페러 등의 유명 객원 지휘자들도 적극적으로 초청했고, 브루노 마데르나나 피에르 불레즈, 에른스트 크셰네크, 크시슈토프 펜데레츠키 등의 현대 작곡가들이 작곡한 최신 작품도 다루었다.
슈미트-이세르슈테트가 건강 악화를 이유로 퇴임한 뒤에는 모셰 아츠몬과 클라우스 텐슈테트가 차례로 직책을 인계받았고, 1982년 귄터 반트가 상임 지휘자로 취임했다. 반트는 모차르트와 베토벤, 슈베르트, 브람스, 브루크너 등 독일계 정통 레퍼토리를 중심으로 전통적인 연주를 추구했으며, 전속 음반사인 RCA에서 여러 종류의 음반을 취입하는 등 정력적인 활동으로 악단의 명성을 세계적으로 높여놓았다.
반트 퇴임 후에는 존 엘리엇 가디너와 헤르베르트 블롬슈테트, 크리스토프 에셴바흐가 차례로 상임 지휘자를 역임했고, 2004년에 크리스토프 폰 도흐나니와 앨런 길버트가 각각 상임 지휘자와 수석 객원 지휘자로 부임해 현재까지 재직하고 있다.
주로 고전/낭만 시대의 독일과 오스트리아 음악을 연주하고 있으며, 중후한 음향으로 각광받고 있다. 창단 초기부터 지속적으로 행하고 있는 현대음악 연주에도 일가견이 있으며, 방송국 소속 악단이라는 강점을 이용해 대부분의 연주회를 실황 중계하고 있다. 최근에는 EMI 독일 지사를 통해 북독일 방송국이 소장하고 있는 실황 음원들을 시리즈로 발매하고 있다. 주요 공연장은 1908년에 건립된 라이스할레(구 무지크할레)이며, 2010년에 엘프필하모니가 완공되면 이관될 예정이다.

## 역대 상임 지휘자
- 한스 슈미트-이세르슈테트 (1945-1971)
- 모셰 아츠몬 (1971-1976)
- 클라우스 텐슈테트 (1979-1981)
- 귄터 반트 (1982-1991)
- 존 엘리엇 가디너 (1991-1994)
- 헤르베르트 블롬슈테트 (1996-1997)
- 크리스토프 에셴바흐 (1998-2004)
- 크리스토프 폰 도흐나니 (2004-2011)
- 토마스 헹엘브로크 (2011-)
- 앨런 길버트 (2019-)[1]